# Герой (фільм, 2019)
«Герой» — російський шпигунський триллер режисера Карена Оганесяна. У головний ролях: Олександр Петров, Світлана Ходченкова і Володимир Машков. Фільм вийшов у широкий прокат 26 вересня 2019 року.

## Сюжет
Андрій 15 років тому пройшов навчання у спецшколі Служби зовнішньої розвідки, де з підлітків готували агентів. На початку 2000-х проект «Юність» закрили, а головний герой давно залишився у одному з європейський міст і уже не згадує про Росію. Одного разу він знімає трубку телефону і чує голос тата, котрий вважається загинутим. Той повідомляє Андрію, що на нього починається полювання. Його намагаються знищити невідомі служби і йому залишається тільки бігти. Андрію тепер потрібно не просто вижити, але і знову знайти тата. На допомогу головному герою приходить його перше кохання- Марія, у якої у всьому що відбувається є свій інтерес. Андрій все глибше поринає у шпіонську гру, не розуміючи масштабів.

## У ролях
- Олександр Петров — Андрій Олегович Батьківщин, син розвідника, мнемоник
- Светлана Ходченкова — Мария Рахманова, перше кохання Андрія, розвідниця
- Володимир Машков — Олег Батьківщин, полковник СВР, куратор розвідшколи «Юність»
- Константин Лавроненко — Максим Михайлович Катаев, генерал СВР
- Марина Петренко — Марина Зотова, оперативный співробітник з штаб-квартири СВР в Москві
- Ян Алабушев — Андрій у дитинстві
- Анастасия Тодореску — Хелена Бюргер, Агент СВР у Німеччині
- Артём Григорьев — агент СВР у Німеччині
- Тобиас Аспелин (озвучив Адам Маскин) — Марк Польсен, багатий комерсант з США

1. ↑  [недоступне посилання]